# Janez Ludvik Schönleben
Janez Ludvik Schönleben (nemško Johan Ludwig,  latinsko Joannis Ludovic), duhovnik, govornik in zgodovinar, * 16. november 1618, Ljubljana, + 15. oktober 1681, Ljubljana.
Rodil se je v družini rezbarja ljubljanskega župana Ludvika Schönlebna in Suzane Kušlan. Obiskoval je jezuitski kolegij v Ljubljani in 15. oktobra 1635 vstopil v njihov red. Študiral je na Dunaju, v Gradcu in Passauu. Leta 1653 je izstopil iz jezuitskega reda, doktoriral v Padovi in se vrnil v Ljubljano.
Bil je znan govornik in nekateri govori so bili tudi natisnjeni. V teologiji je bil pomemben predvsem kot zagovornik razglasitve dogme o brezmadežnem spočetju. Kot zgodovinar je napisal vrsto genealogij kranjskih plemiških rodbin, najpomembnejša pa je njegova kronika Carniolia antiqua et nova (Ljubljana, 1681). Bil je učitelj Janeza Vajkarda Valvasorja. 